# Дентални имплантати
Дентални имплантати су наменски обликоване надокнаде израђене од одговарајућег материјала, чија је основна намена уградња у жива ткива. Опонашајући корен зуба, он се изврсно интегрише у кост. Они представљају основу за протетске радове, као што су: крунице, мостови, протезе и сл.
Савремени имплантати су у већини случајева направљени од титанијума или његових легура. Основни предуслов који материјали за имплантате морају да испуне, да би уопште могли да буду уграђени у жива ткива, јесте да су биокомпатибилни. То значи да не смеју иритирати или деловати штетно на ткива и имунски систем и да не смеју мењати своја физичко-хемијска својства под дејством ткивних течности и метаболита у организму.
Након уградње и периода зарастања, на уграђене имплантате се постављају супраструктуре које замењују брушени облик зуба. На њих се затим поставља протетски рад (мост или круница).

## Класификација
Данас у клиничкој употреби постоји преко 100 различитих врста имплантационих система који се примењују у различитим срединама. Постоје многобројни критеријуми на основу којих се имплантати могу поделити. Једна од најбитнијих подела се базира на месту уградње и намени. Према тој класификацији, дентални имплантати се деле на:
- трансденталне,
- ендоосеалне
- субпериосталне и
- интрамукозне имплантате.[4]

### Трансдентални имплантати
Ови имплантати су карактеристични по томе што се не уграђују директно у кост, већ се постављају кроз канал корена зуба. Дужина имплантата, која је већа од дужине корена, омогућава продужење осовине зуба и тако повећава његову стабилност. Ови имплантати су најчешће игличастог облика. Посебно су индиковани код прелома или ресорпције корена зуба, пародонтопатије и циста које захватају више од трећине корена.

### Ендоосеални имплантати
Ендоосеални имплантати се уграђују у коштано ткиво вилица применом посебне хируршке технике. Према облику, најчешћи су они у облику шрафа и цилиндра. Од свих врста имплантата, ендосеални се најчешће користе и заступљени су у преко 95% свих радова са имплантатима.

### Субпериостални имплантати
Ова врста имплантата се користи само у случајевима када, због израженијег пропадања зубног наставка вилице, није могуће применити неки од ендоосеалних система. Сам имплантат, који је мрежастог облика, поставља се непосредно испод површине кости (који се означава као периост). Сама израда и уградња ових имплантата је доста компликован поступак, тако да су они заступљени у свега 5% укупно примењиваних имплантата. Осим тога, компликације могу настати у виду инфекције која се веома брзо шири дуж имплантата и захвата виличну кост. То је још један разлог њихове релативно ретке примене.

### Интрамукозни имплантати
Интрамукозни имплантати се примењују веома ретко, јер се фиксирају само у меком ткиву (слузокожи). Бројне компликације, лоша стабилност протезе, појава болова и раница на слузокожи у великој мери ограничавају њихову употребу.

## Период после уградње
У периоду након хируршке уградње имплантата, у коштаном ткиву вилице се одигравају сложени процеси биоинтеграције који подразумевају формирање нове кости у контакту са површином имплантата. То стварање нове кости се одиграва у две фазе:
- фаза формирања калуса и
- фаза ремоделирања кости.

У првој фази долази до формирања калуса, који попуњава коштану пукотину између импланта и кости. У другој фази долази до дефинитивног моделовања кости, када се постиже учвршћивање самог имплантата. Период времена од имплантације до израде протетског рада је различит и зависи од типа имплантата. Иако постоје једнофазни имплантати, код којих се одмах израђује протетски рад, најбољи резултати се постижу са оним имплантатима код којих постоји период предвиђен за формирање кости. Овај период износи најчешће за доњу вилицу 2-3 месеца, а за горњу између 4 и 6 месеци.
Саставни делови импланта
- Имплант- коренски део зуба који се поставља.
- Абатмент или супраструктура, која се поставља након пар месеци (4—6) од постављања импланта.

Након уградње импланата могу се јавити и одређене компликације под дејством различитих фактора и могу бити биолошке и механичке. Биолошке компликације се односе на потенцијалне инфекције или ресопцију кости вилице, док се механичке односе на саме импланте.

## Индикације за уградњу
- недостатак једног зуба (у горњој или доњој вилици) без обзира на регију,
- недостатак више зуба у случају постојања већих или мањих безубих поља,
- безубе вилице, када је индикована израда фиксног протетског рада (моста) или је потребно фиксирати тоталну протезу.[4]

## Контраиндикације за уградњу
- Пери-имплантитис
- Локалне - оне обухватају лоше хигијенске навике, присуство бруксизма, лоше међувиличне односе, лош квалитет коштаног ткива, изразито пропадање зубног наставка виличне кости, присуство локалних инфекција,
- Опште - присуство различитих системских обољења (генерализована остеопороза, реуматске болести, поремећаји метаболизма са манифестацијама на коштаном ткиву), као и болесници после радиотерапије.[4]